# Sudáfrica en los Juegos Olímpicos de París 1924
Sudáfrica estuvo representada en los Juegos Olímpicos de París 1924 por un total de 30 deportistas que compitieron en 7 deportes.  

## Medallistas
El equipo olímpico sudafricano obtuvo las siguientes medallas:
| Nombre          | Deporte   | Competición       |
| --------------- | --------- | ----------------- |
| Oro             |           |                   |
| William Smith   | Boxeo     | Gallo (53,5 kg) M |
| Plata           |           |                   |
| Sydney Atkinson | Atletismo | 110 m vallas M    |
| Bronce          |           |                   |
| Cecil McMaster  | Atletismo | 10 km marcha M    |